# Роберт Прустов
Роберт Прустов е български католически духовник, капуцин.

## Биография
Роберт Мекерешки или Роберт Прустов е роден в село Калъчлии (днес кв. Генерал Николаево на град Раковски) на 2 февруари 1908 г. Най-напред постъпва в Капуцинската семинария в Монреале, Италия, след което заминава за Южен Тирол и завършва своето образование в Болцано. Ръкоположен е за свещеник на 18 юли 1933 г. в град Триент. Възложено му е да обслужва като капелан едно сиропиталище.
На 5 март 1936 г. се завръща в България и е назначен за енорийски помощник в родното си село Генерал Николаево. После е енорийски свещеник в енориите „Дева Мария Богородица“ в Бургас и „Свети Йосиф“ в София. В София е директор на столичното католическо дружество „Св. Цецилия“.
Отец Роберт е сред първите жертви от католическото духовенство репресирани от комунистическия режим. На 8 май 1950 през нощта, вратата на стаята му е разбита от милицията и цивилни агенти, които претърсват сградата за скрито оръжие в продължение на два часа. Затворен е в арестантското отделение на ул. „Московска“ 5. На 16 юни е преместен в Дирекция на милицията. В края на 1950 г. е преместен в Софийския централен затвор. Делото срещу него и Стефан Цоков, арестуван на 10 октомври 1951 г., се гледа на 3 юни 1952 г. Отец Роберт Прустов е осъден на 20 години лишаване от свобода, а Стефан Цоков – на 10 години. Той престоява зад решетките най-дълго от всички католици, осъдени на лишаване от свобода – 15 години, преминали в затвора и в концлагера Белене. 
Умира на 3 март 1980 г. в София. Погребан е в гробищата в родното си място.